# サンティ・アルダマ
サンティアゴ・アルダマ・トレド（Santiago Aldama Toledo, 2001年1月10日 - ）は、2001年1月10日 - )は、スペイン・カナリア諸島州ラス・パルマス・デ・グラン・カナリア出身のプロバスケットボール選手。NBAのメンフィス・グリズリーズに所属している。ポジションはパワーフォワードまたはセンター。

## 経歴
地元グラン・カナリア島のバスケットボールアカデミーを経て、2019年にNBA選手を目指すために渡米。中堅カンファレンスのパトリオット・リーグに所属するロヨラ大学メリーランド校に留学。1年生時の2019-20シーズンに平均15.2得点、7.6リバウンドを記録すると、2年生時の2020-21シーズンは更に数字を伸ばし、21.2得点、10.1リバウンドを記録。2021年4月に2021年のNBAドラフトへのアーリーエントリーを表明した。

### メンフィス・グリズリーズ
ドラフトにて全体30位でユタ・ジャズから指名された後、ドラフト開催日当日のトレードで交渉権がメンフィス・グリズリーズに移動し、グリズリーズ入りが決まった。
4月8日にメンフィス・グリズリーズとの契約に合意した。
12月2日のオクラホマシティ・サンダー戦でシーズンハイとなる18得点を含む10リバウンド、3アシストを記録し、チームは152-79（なお73点差での勝利はNBA記録）で勝利した。
2022年10月19日のシーズン開幕戦であるニューヨーク・ニックス戦で18得点、11リバウンドを記録し、チームは115-112で辛勝した。2023年2月2日のクリーブランド・キャバリアーズ戦でキャリアハイとなる21得点を記録したが、チームは113-128で敗れた。

## 個人成績

### NBA

#### レギュラーシーズン
| シーズン | チーム | GP  | GS | MPG  | FG%  | 3P%  | FT%  | RPG | APG | SPG | BPG | PPG  |
| -------- | ------ | --- | -- | ---- | ---- | ---- | ---- | --- | --- | --- | --- | ---- |
| 2021–22  | MEM    | 32  | 0  | 11.2 | .402 | .125 | .625 | 2.7 | .7  | .2  | .3  | 4.1  |
| 2022–23  | MEM    | 77  | 20 | 21.8 | .470 | .353 | .750 | 4.8 | 1.3 | .6  | .6  | 9.0  |
| 2023–24  | MEM    | 61  | 35 | 26.5 | .435 | .349 | .621 | 5.8 | 2.3 | .7  | .9  | 10.7 |
| 2024–25  | MEM    | 65  | 16 | 25.5 | .483 | .368 | .691 | 6.4 | 2.9 | .8  | .4  | 12.5 |
| 通算     | 通算   | 235 | 71 | 22.6 | .459 | .345 | .692 | 5.2 | 1.9 | .6  | .6  | 9.8  |

#### プレーオフ
| シーズン | チーム | GP | GS | MPG  | FG%  | 3P%  | FT%   | RPG | APG | SPG | BPG | PPG  |
| -------- | ------ | -- | -- | ---- | ---- | ---- | ----- | --- | --- | --- | --- | ---- |
| 2023     | MEM    | 6  | 0  | 16.8 | .455 | .467 | 1.000 | 4.3 | 1.2 | .5  | .0  | 6.5  |
| 2025     | MEM    | 4  | 1  | 30.5 | .477 | .417 | ---   | 6.0 | 1.8 | .0  | .3  | 13.0 |
| 通算     | 通算   | 10 | 1  | 22.3 | .468 | .436 | 1.000 | 5.0 | 1.4 | .3  | .1  | 9.1  |

### カレッジ
| シーズン | チーム | GP | GS | MPG  | FG%  | 3P%  | FT%  | RPG  | APG | SPG | BPG | PPG  |
| -------- | ------ | -- | -- | ---- | ---- | ---- | ---- | ---- | --- | --- | --- | ---- |
| 2019–20  | ロヨラ | 10 | 9  | 30.4 | .459 | .217 | .515 | 7.6  | 2.1 | .9  | 1.7 | 15.2 |
| 2020–21  | ロヨラ | 17 | 17 | 35.0 | .513 | .368 | .686 | 10.1 | 2.3 | 1.0 | 1.7 | 21.2 |
| 通算     | 通算   | 27 | 26 | 33.3 | .495 | .306 | .639 | 9.2  | 2.2 | 1.0 | 1.7 | 19.0 |

## 代表歴

### ユースチーム代表
2019年FIBAU-18欧州選手権に出場。平均18得点、7.6リバウンド、2.6アシスト、2.3ブロック、1.9スティールを記録し、優勝に貢献。大会MVPに選出された。

### フル代表
スペイン代表として2023年FIBAバスケットボールワールドカップ、2024年パリオリンピックに出場している。

## 人物
- 父で同姓同名のサンティアゴ・アルダマ（英語版）も元バスケットボール選手で、スペイン代表歴も持つ。1992年には自国開催のバルセロナオリンピックに出場した。本名はサンティアゴ・アルダマ・アレソン（Santiago Aldama Alesón）。
- 憧れの選手はパウ・ガソル、フアン・カルロス・ナバーロ、コービー・ブライアントだという。[要出典]